# کول‌خلفه‌لی
کول‌خلفه‌لی (به لاتین: Kolxəlfəli) یک منطقه مسکونی در جمهوری آذربایجان است که در شهرستان آغ‌استفا واقع شده است.